# Caloptilia pastranai
Caloptilia pastranai är en fjärilsart som först beskrevs av Bourquin 1962.  Caloptilia pastranai ingår i släktet Caloptilia och familjen styltmalar. Inga underarter finns listade i Catalogue of Life.